# Târgu Frumos
Târgu Frumos é uma cidade da Romênia com 13.763 habitantes, localizada no judeţ (distrito) de Iaşi.